# Woodroffe River
Der Woodroffe River oder auch Gordon Creek ist ein nicht ganzjährig wasserführender Fluss im Osten des australischen Northern Territory und im Westen von Queensland.

## Geographie

### Flusslauf
Der Fluss entspringt in der Wüste im Osten des Northern Territory, rund 35 Kilometer südlich des Scar Hill, und fließt nach Osten. Er überquert die Grenze nach Queensland und mündet bei Urandangi in den Georgina River.

### Nebenflüsse mit Mündungshöhen
Nebenflüsse des Woodroffe River sind:
- Sandover River – 300 m

Der Sandover River mündet nicht direkt in den Woodroffe River. In sehr nassen Jahren läuft Wasser von dessen Versickerungsstelle bei Argadargala etwa 50 Kilometer nach Osten in den Woodroffe River über.